# بودو راميلو
بودو راميلو (بالألمانية: Bodo Ramelow) تُلفظ بالألمانية: [ˈbo:do: ˈʁaməlo:] (مواليد 16 شباط/ فبراير 1956 في أوسترهولتس-شارمبك)، سياسي ألماني عن حزب اليسار يشغل منصب رئيس وزراء ولاية تورينغن منذ 4 مارس 2020. وقبلها شغل المنصب من 5 ديسمبر 2014 حتى 5 فبراير 2020. قبل ذلك كان عضواً في البوندستاغ الألماني من 18 سبتمبر 2005 إلى 30 أغسطس 2009. وعضو في برلمان ولاية تورينغن. في الفترات 12 سبتمبر 1999 - 18 سبتمبر 2005 و 30 أغسطس 2009 - 31 مارس 2015.

## مناصب
تولى منصب رئيس وزراء ولاية تورينغن ‏ (منذ 5 ديسمبر 2014)، ورئيس كتلة برلمانية ‏، عن حزب اليسار (2009–30 نوفمبر 2014)، وعضو مجلس الشورى الموحد تورنغن (2009–31 مارس 2015)، وعضو في البوندستاغ الألماني (2005–2009)، وعضو مجلس الشورى الموحد تورنغن (2001–2005)، وعضو مجلس الشورى الموحد تورنغن (1999–2005).

## وصلات خارجية
- بودو راميلو على موقع IMDb (الإنجليزية)
- بودو راميلو على موقع مونزينجر (الألمانية)
- بودو راميلو على موقع قاعدة بيانات الفيلم (الإنجليزية)